# Revista Brasileira de Línguas Indígenas
A Revista Brasileira de Línguas Indígenas (RBLI) é um periódico brasileiro especializado em trabalhos no campo das ciências da linguagem e das línguas indígenas sul-americanas. É publicada pela Programa de Pós-Graduação em Letras (PPGLET) da Universidade Federal do Amapá (UNIFAP).